# Estação Montecarmelo

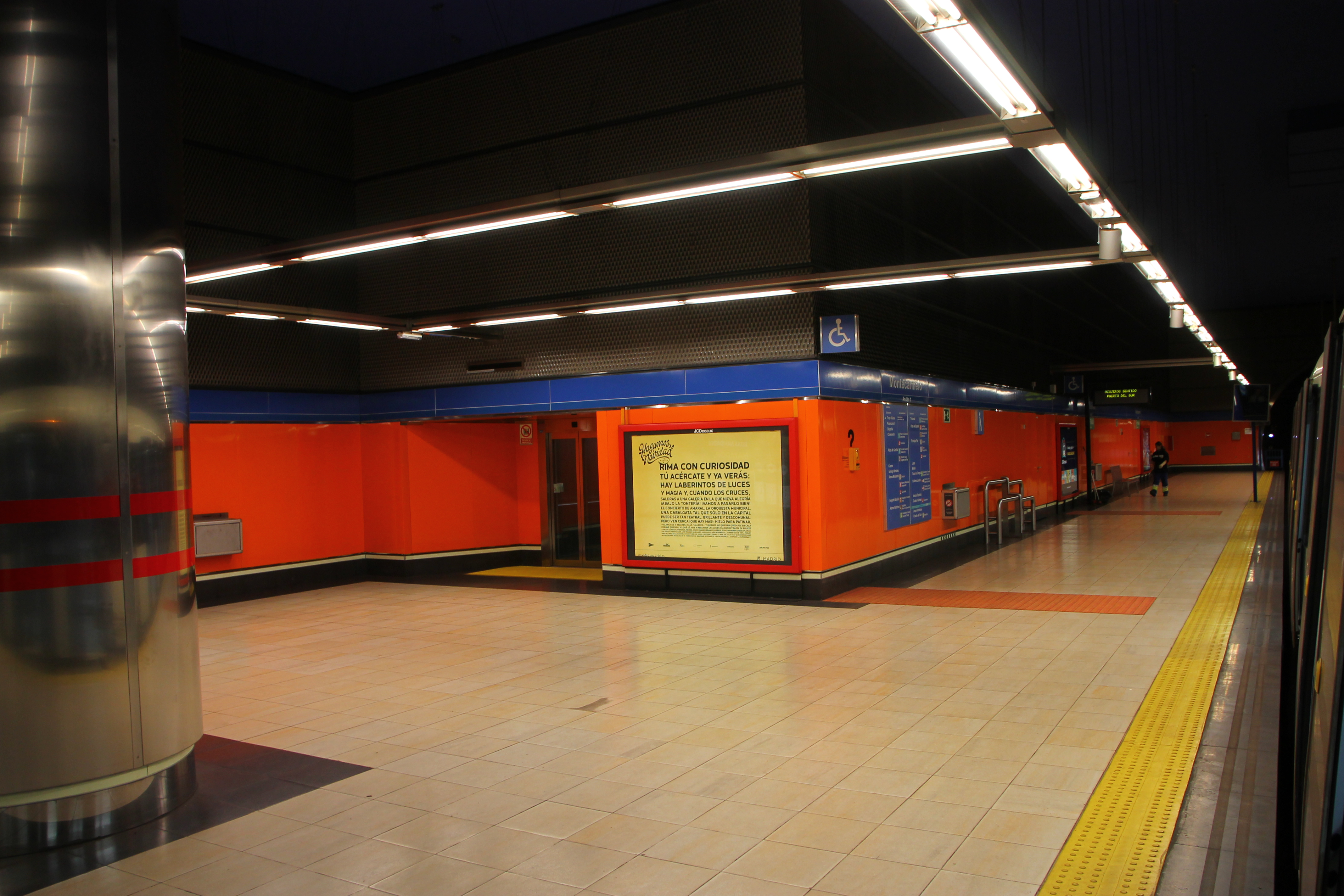
Imagem da Estação de Montecarmelo

Montecarmelo é uma estação da Linha 10 do Metro de Madrid. Está situada em Montecarmelo, bairro de El Goloso, distrito de Fuencarral-El Pardo, no trecho da Avenida de Montecarmelo situado entre as avenidas do Monastério de El Escorial e do Monastério de Silos. Foi aberta ao público em 26 de abril de 2007.